# Tokaji Ferenc
Tokaji Ferenc (? – Bécs, 1709) a hegyaljai kuruc felkelés vezére.
Jobbágysorból származott. Thököly Imre seregében harcolt. 1682-ben a regéci vár hajdúhadnagya lett.
1686 után kereskedőként tevékenykedett. 1697-ben a Törökországba menekült Thököly nevében, mint annak ezredese, indította meg a hegyaljai kuruc fölkelést. A Habsburg uralom ellen fegyvert fogó jobbágyok élén 1697. július 1-jén 500 főnyi csapatával rajtaütéssel elfoglalta Tokaj várát, majd kiáltvánnyal fordult a környék nemességéhez, hogy megnyerje őket a Habsburg-ellenes harcra.
Felhívása azonban nem talált követőkre. A fiatal Rákóczi Ferencet sem tudta az ügy mellé állítani. Bercsényi Miklós is ellene fordult. A magára maradt felkelést a császári katonaság hamarosan leverte. Augusztus elején sebesülten fogságba esett, Bécsbe vitték, ahol a börtönben halt meg.

## Emlékezete
- Több észak-magyarországi városban (Miskolc, Sárospatak, Sátoraljaújhely) viseli utca a nevét.
- Nevét viseli a Szerencsi Szakképzési Centrum Tokaji Ferenc Gimnáziuma és Szakgimnáziuma.[1]

### A szépirodalomban
- Geréb László: Kiált Patak vára (Ifjúsági Könyvkiadó, Budapest, 1951)
- Féja Géza: Csillagok vigyáznak